# Fulminato de prata
Fulminato de prata (AgCNO) é um composto iônico de prata e o ânion fulminato. Tem o Número CAS 5610-59-3.
É um explosivo primário que tem um valor prático muito pequeno devido a ser extremamente sensível. O impacto de uma única gota de água é suficiente para detonar alguns miligramas de fulminato de prata. Mesmo pequenas quantidades desse explosivo podem causar extensos danos por estilhaços. Fulminato de prata é frequentemente confundido com prata fulminante (nitreto de prata ou azida de prata, prováveis produtos da decomposição do reagente de Tollens). Prata fulminante não contém o ânion fulminato, embora estes possam ser compostos explosivos.

## Preparação
Pode ser preparado pela reação de ácido nítrico concentrado com prata metálica e álcool etílico, sob cuidado às condições de reação, para evitar explosão.